# Надежда и опора
«Надежда и опора» — советский художественный фильм 1982 года.

## Краткое содержание
Советское село, начало 1980-х годов. Москвич Николай Курков (Юрий Демич) работал в НИИ и мечтал защитить диссертацию по агробиологии, но, приехав в одно из сёл Нечерноземья, встретил друга детства и остался, возглавив отстающий колхоз.

## В ролях
- Юрий Демич — Николай Алексеевич Курков, председатель колхоза
- Анатолий Васильев — Андрей Павлович Фомин, первый секретарь
- Надежда Шумилова — Раиса Николаевна
- Вацлав Дворжецкий — Александр Николаевич Гардт
- Всеволод Санаев — Кирилл Львович Ротов
- Владимир Кашпур — Александр Лучков
- Владимир Гуляев — Лихарев
- Любовь Соколова — Ульяна Порфирьевна
- Анатолий Ведёнкин — Пётр, муж Раисы
- Вера Бурлакова — Татьяна Сергеевна, тётка Николая
- Тамара Совчи — Ольга

- Григорий Абрикосов
- Элла Ярошевская
- Клавдия Хабарова — администратор гостиницы (нет в титрах)
- Станислав Михин —  член бюро райкома (нет в титрах)

## Съёмочная группа
- Режиссёр: Виталий Кольцов
- Автор сценария: Будимир Метальников, Юрий Черниченко
- Оператор: Анатолий Николаев
- Художник-постановщик: Алексей Лебедев
- Композитор: Борис Рычков
- Звукорежиссёр: Тамара Баталова

## Технические данные
Надежда и опора, 1982, широкоэкранный, цветной, 2776,4 м, 101 мин.

## Награды
- 1983 — XVI Всесоюзный кинофестиваль (Ленинград) по разделу художественных фильмов: приз фильму «Надежда и опора».[1]